# Motrotón

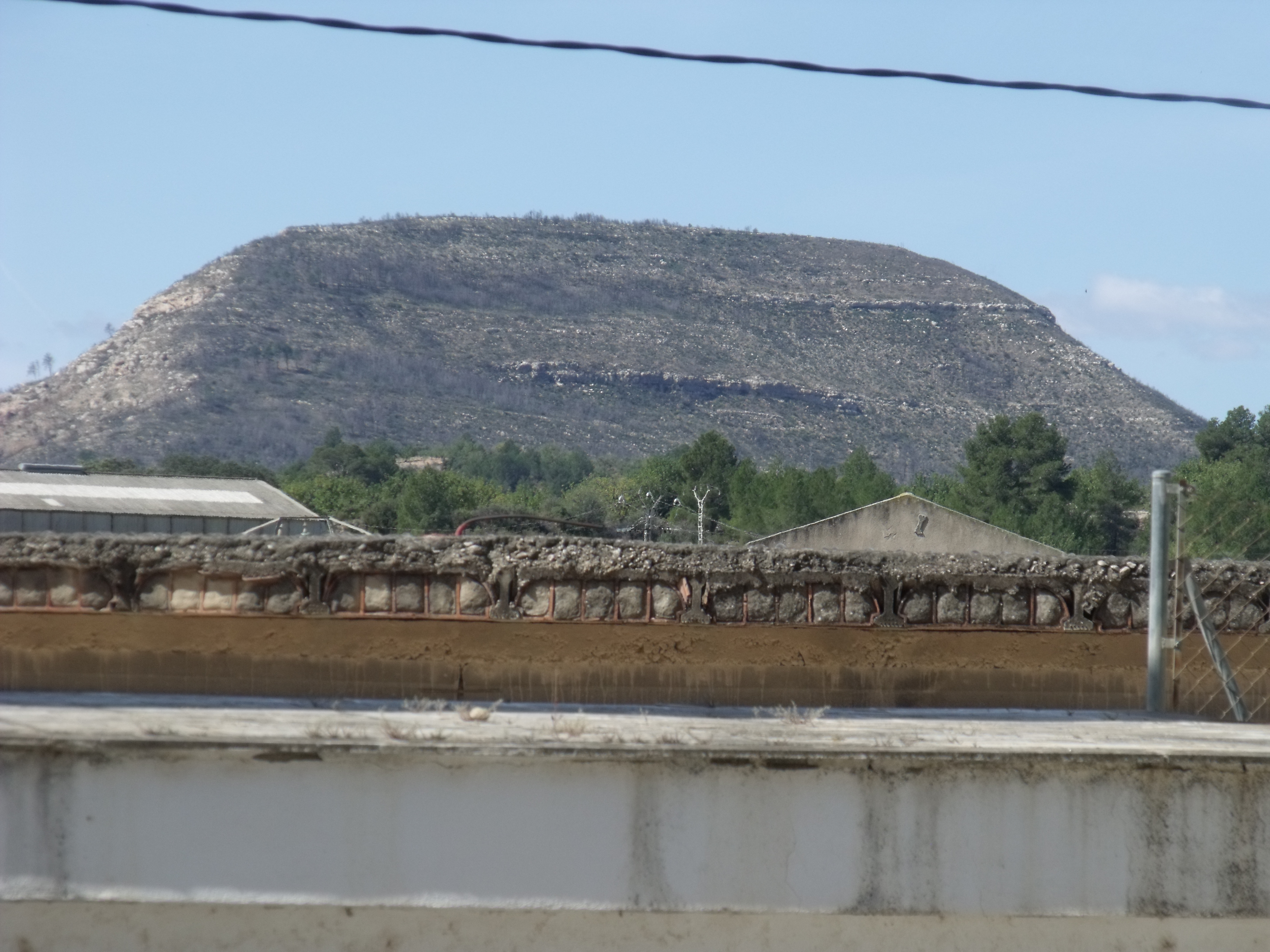
Vista del monte desde Alborache.

El Motrotón o Montratón es una elevación del terreno en forma de cono truncado a cuyos pies descansa la población de Yátova sita a 6 km de Buñol.

## Ascensión
Al Motrotón se asciende siguiendo un solitario camino que arranca en el cementerio de Yátova y que elevándose durante los aprox. 3 km siguientes bordeando el "hijico" occidental.
Se eleva a unos 612 m s. n. m. y desde su cima se pueden observar las sierras Martés y del Ave y la Plana de Utiel-Requena.
Su vegetación son pinos carrascos, carrascas, etc.

## Orografía
Es un pico de cierta inclinación, con una altitud máxima de 612 m s. n. m. Al oeste se encuentra el Collado de Montratón, por el que atraviesa la carretera de Yátova al embalse de Forata.